# 安藤近倫
安藤 近倫（あんどう ちかとも）は、江戸時代中期の武士。美作国津山藩の家老。通称は造酒助。

## 略歴
津山藩家老・安藤国近の嫡男として津山にて誕生。享保9年（1724年）8月に父・国近が死去し、10月に家督を相続する。享保11年（1726年）、藩主・松平浅五郎が11歳で早世し、藩主後継者として浅五郎の従弟にあたる白河新田藩主松平知清の三男又三郎（のちの長煕）と当時15歳の近倫が候補となる。次の藩主には又三郎が選ばれたため、藩主にはなれなかった。
享保20年（1735年）3月、祖父・松平綱国（更山）が死去する。元文3年（1738年）、家老職を命じられる。寛保2年（1742年）、家老を辞任する。